# Нувара-Елія
Нувара-Елія — місто в Центральній провінції Шрі-Ланки. Знаходиться на висоті 1884 м над рівнем моря біля підніжжя гори Підуруталагала — найвищого піку Шрі-Ланки.

## Топоніміка
Назва «Нувара-Елія» перекладається як «місто світла».

## Клімат
Місто знаходиться у зоні, котра характеризується вологим тропічним кліматом. Найтепліший місяць — травень із середньою температурою 15.6 °C (60 °F). Найхолодніший місяць — січень, із середньою температурою 13.9 °С (57 °F).
| Клімат Нувара-Елії      | Клімат Нувара-Елії | Клімат Нувара-Елії | Клімат Нувара-Елії | Клімат Нувара-Елії | Клімат Нувара-Елії | Клімат Нувара-Елії | Клімат Нувара-Елії | Клімат Нувара-Елії | Клімат Нувара-Елії | Клімат Нувара-Елії | Клімат Нувара-Елії | Клімат Нувара-Елії | Клімат Нувара-Елії |
| Показник                | Січ.               | Лют.               | Бер.               | Квіт.              | Трав.              | Черв.              | Лип.               | Серп.              | Вер.               | Жовт.              | Лист.              | Груд.              | Рік                |
| Середня температура, °C | 14                 | 14                 | 14                 | 15                 | 16                 | 15                 | 15                 | 15                 | 15                 | 15                 | 15                 | 14                 | 14                 |
| Норма опадів, мм        | 137                | 63                 | 86                 | 150                | 191                | 271                | 255                | 186                | 187                | 257                | 220                | 208                | 2210               |
| ----------------------- | ------------------ | ------------------ | ------------------ | ------------------ | ------------------ | ------------------ | ------------------ | ------------------ | ------------------ | ------------------ | ------------------ | ------------------ | ------------------ |
| Джерело: Weatherbase    |                    |                    |                    |                    |                    |                    |                    |                    |                    |                    |                    |                    |                    |

## Виробництво
Нувара-Елія — одне з найвідоміших місць з виробництва чаю. Чайні плантації розкинуті на висоті від 1400 до 2400 метрів. Чаї Нувара-Елії відрізняється відмінною міцністю і виразним ароматом.

## Туризм
«Місто світла» Нувара-Елія є добре відомим центром туризму. У Нувара-Елії знаходяться комфортабельні SPA і гольф-готелі. Також сюди регулярно організовуються гастрономічні тури, орієнтовані на знайомство з найкращими чайними традиціями.
Розвинений на курорті Нувара-Елія  її околицях і екотуризм. Туристи з різних куточків світу приїжджають помилуватися водоспадами Діялума, Бамбараканда, а також більш мініатюрними, але не менш мальовничими водними каскадами. У 10 км від міста заходиться ботанічний сад Хакгала.